# Richard Witschge
Richard Peter Witschge (* 20. September 1969 in Amsterdam) ist ein ehemaliger niederländischer Fußballspieler.

## Karriere

### Verein
Am 26. Oktober 1986 gab Witschge sein Debüt für Ajax Amsterdam in der Eredivisie. Nach Ablauf seines ersten Profijahres gewann der damals 18-Jährige den KNVB-Pokal und damit seinen ersten nationalen Titel. Der defensive Mittelfeldspieler setzte sich in den Folgejahren bei den Amsterdamern durch und wurde Stammspieler. 1990 wurde die Mannschaft niederländischer Meister.
Zur Saison 1991/92 holte ihn Johan Cruyff zum FC Barcelona, bei dem es Witschge schwerfiel, sich durchzusetzen, auch weil er als vierter Nicht-Spanier  neben Stoichkov, Laudrup und Koeman wegen der Ausländerregelung oft nicht zum Zuge kam. 1992 gewann Barça 1992 den Europapokal der Landesmeister, allerdings kam Witschge im Finale gegen Sampdoria Genua nicht zum Einsatz. Es folgte der Gewinn der Spanischen Meisterschaft 1993.
Im Sommer 1993 wechselte Witschge nach Frankreich zu Girondins Bordeaux. Dort kam er wieder häufiger zum Einsatz. Im März 1995 lieh ihn der Klub für drei Monate an die Blackburn Rovers aus, für die er allerdings nur ein Spiel absolvierte. 1996 kam Bordeaux ins Finale um den UEFA-Pokal, verlor allerdings mit 0:2 und 1:3 gegen den FC Bayern München. Witschge absolvierte beide Partien.
1996 kehrte er wieder zu Ajax zurück und blieb dort die nächsten sieben Jahre. Dort gewann er 1998 das nationale Double aus Meisterschaft und Pokal. 2001/02 wurde er für ein Jahr an Deportivo Alavés verliehen.
Im Sommer 2003 wechselte Witschge zum niederländischen Amateurverein ADO ’20 Heemskerk. Nach nur einem halben Jahr ging er nach Japan zu Ōita Trinita. Doch auch dort hielt es ihn nur für sechs Monate. Zu einem Comeback in Europa bei den Glasgow Rangers kam es nicht, nachdem er durch die sportärztliche Untersuchung gefallen war.

### Nationalmannschaft
Witschge bestritt bei der Weltmeisterschaft 1990 in Italien sowie bei der Europameisterschaft 1996 in England jeweils vier Spiele für die niederländische Nationalmannschaft. Er machte insgesamt 31 Spiele für den KNVB und erzielte dabei ein Tor.

## Erfolge
- KNVB-Pokal mit Ajax Amsterdam: 1986/87, 1997/98
- Niederländischer Meister mit Ajax Amsterdam: 1989/90, 1997/98
- Europapokal der Landesmeister mit dem FC Barcelona: 1991/92
- Spanischer Meister mit dem FC Barcelona: 1992/93, 1993/94

## Wissenswertes
Sein älterer Bruder Rob war ebenfalls niederländischer Nationalspieler.